# Green Crag (kulle i Antarktis, lat -62,99, long -60,55)
Green Crag är en kulle i Antarktis. Den ligger i Sydshetlandsöarna. Argentina, Chile och Storbritannien gör anspråk på området.
Terrängen runt Green Crag är kuperad västerut, men norrut är den platt. Havet är nära Green Crag åt sydost.  Trakten är glest befolkad. Närmaste befolkade plats är Gabriel de Castilla Spanish Antarctic Station, 7,1 kilometer väster om Green Crag. 